# 圣弥额尔教堂 (第戎)

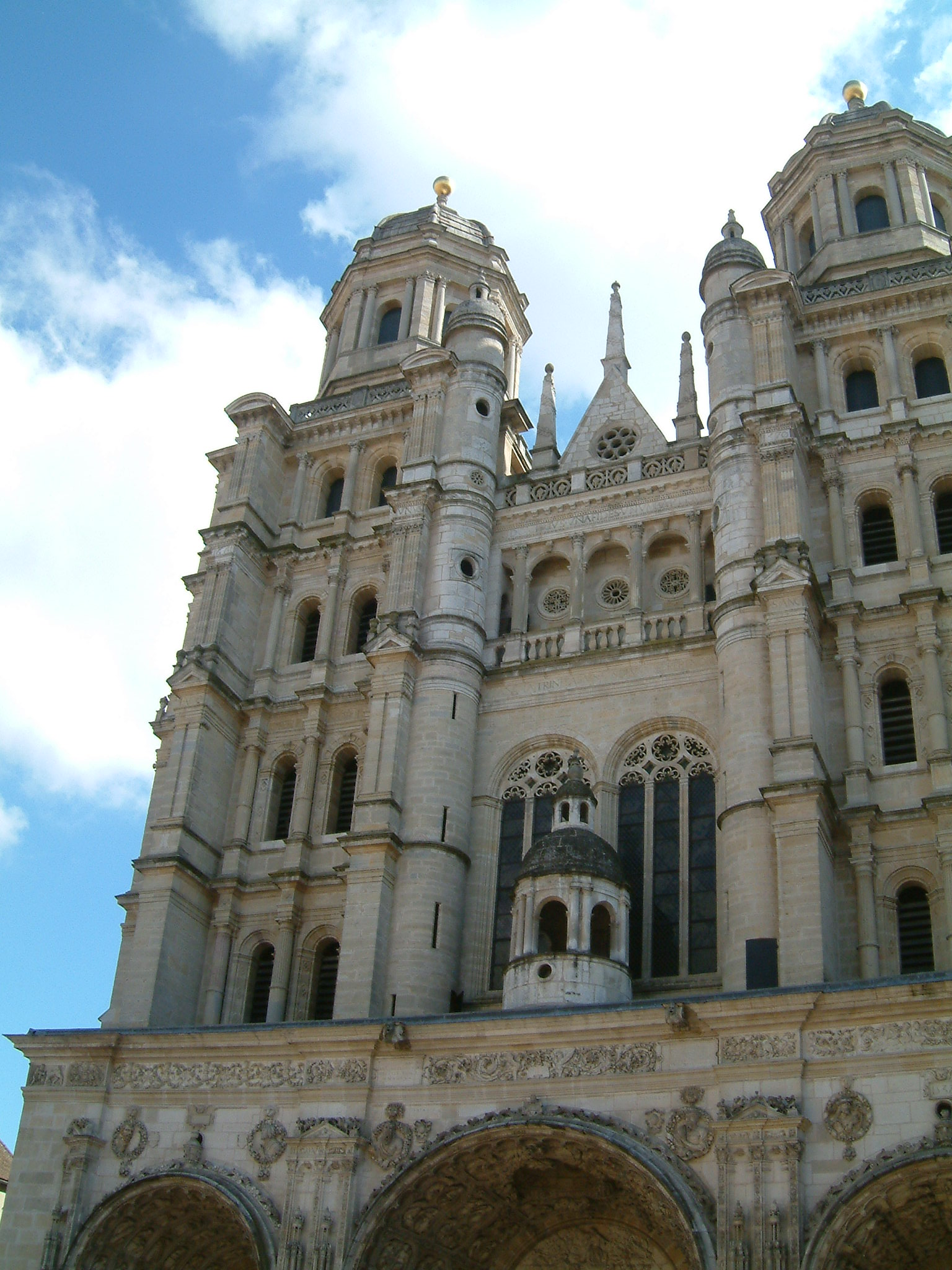
圣弥额尔教堂

圣弥额尔教堂（法語：Église Saint Michel de Dijon）是法国城市第戎的一座罗马天主教教堂。
1840年，第戎圣弥额尔教堂被列为法国国家历史古迹。 
第戎圣弥额尔教堂最初见于记载是在889年，可能原本是简单的木制教堂。1020年，扩建为长58.44米，宽9.74米的教堂。由于教堂再次无法容纳所有信徒，1497年7月17日，教友们捐资兴建新的教堂，到1529年7月29日，文艺复兴风格的新教堂举行了祝圣仪式。